# 2014년 돈바스 지위 주민투표

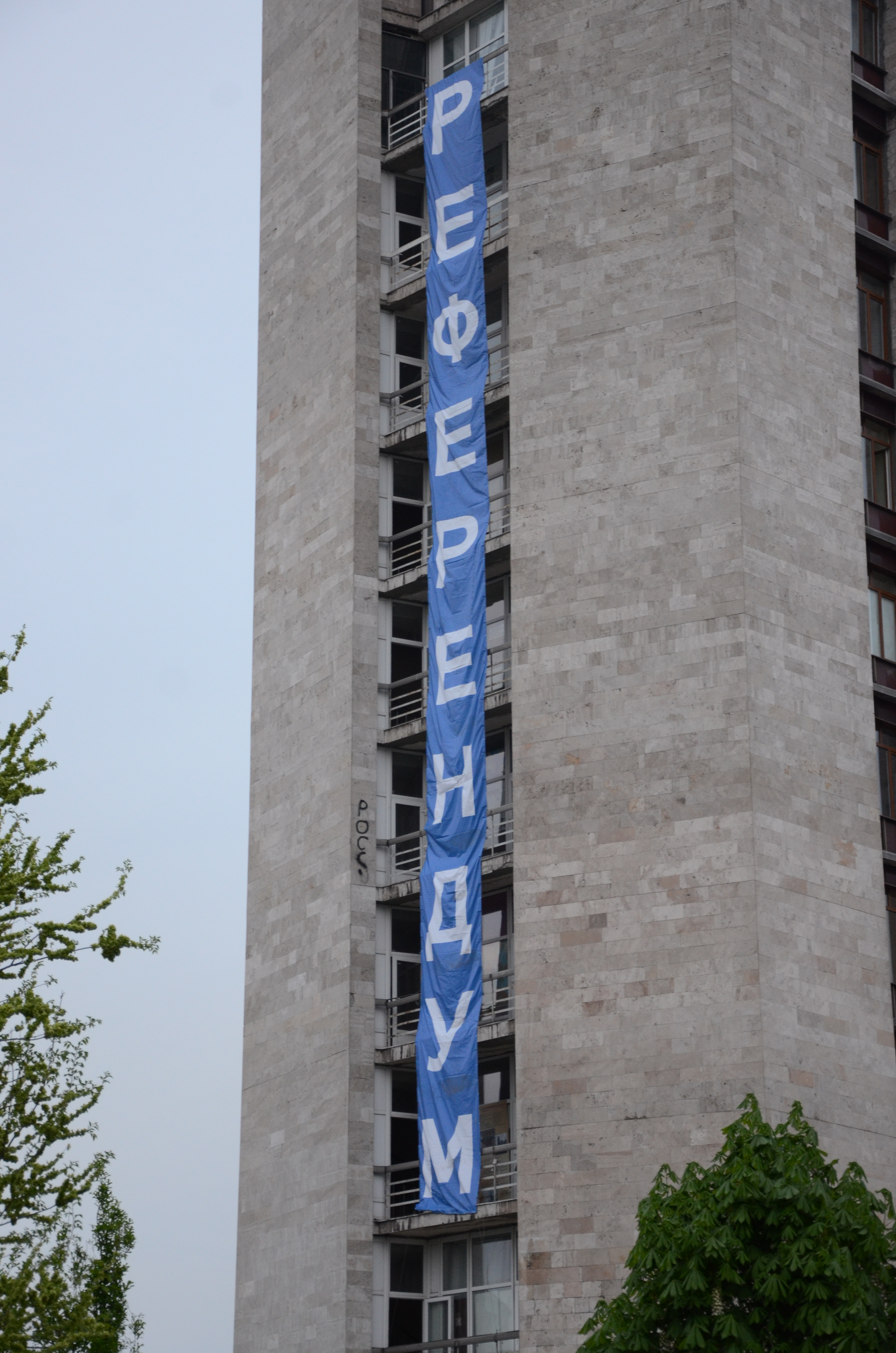

2014년 돈바스 지위 국민투표는 2014년 5월 11일 우크라이나 친러시아 분쟁 당시 열렸던 당시 3차례의 국민투표를 의미한다.
- 2014년 도네츠크 주민투표
- 2014년 루한스크 주민투표
- 2014년 드니프로페트로우스크주 주민투표

## 같이 보기
- 2022년 러시아 점령 우크라이나 합병 국민투표
- 2014년 크림 주민투표